# 高阳镇 (旺苍县)
高阳镇，是中华人民共和国四川省广元市旺苍县下辖的一个乡镇级行政单位。

## 行政区划
高阳镇下辖以下地区：
温泉村、向阳村、檬子村、崔河村、虎垭村、支溪村、水磨村、双舞村、古柏村、关山村、鹿渡村、枣树村和宋江村。